# Макеевское (Смоленская область)
Макеевское — деревня в Гагаринском районе Смоленской области России. Входит в состав Покровского сельского поселения. Население — 7 жителей (2007 год).
Расположена в северо-восточной части области в 19 км к юго-востоку от Гагарина, в 14 км южнее автодороги М1 «Беларусь», на берегу реки Мотиловка. В 18 км севернее деревни расположена железнодорожная станция Колесники на линии Москва — Минск.

## История
В годы Великой Отечественной войны деревня была оккупирована гитлеровскими войсками в октябре 1941 года, освобождена в марте 1943 года.